# Heidrun Hartmann
Heidrun Elsbeth Klara Hartmann (1942-11 de julio de 2016) fue una botánica alemana. En 1973, recibió su doctorado por la Universidad de Hamburgo. Y allí ejerció la docencia.
Durante casi 40 años de recolecciones, llevadas a cabo con trabajo de campo a través de África y en excursiones por Argentina, México y el sudoeste de Estados Unidos. También viajó a los Emiratos Árabes Unidos y realizó trabajos de herbario en Inglaterra, Suecia, Finlandia y tan al este como China.

## Algunas publicaciones
- Cutler, DF; H.E.K. Hartmann. 1979. Scanning electron microscope studies of the leaf epidermis in some succulents. 15 plates, 77 photographs Akademie der Wissenschaften und der Literatur, Mainz

- Untersuchungen zur Morphologie und Systematik der Gattung Argyroderma N.E.Br. Mesembryanthemaceae Fenzl (Investigaciones sobre la morfología y la sistemática del género Argyroderma )

- La abreviatura «H.E.K.Hartmann» se emplea para indicar a Heidrun Hartmann como autoridad en la descripción y clasificación científica de los vegetales.[4]